# 井上清華
井上 清華（いのうえ せいか、1995年4月23日 - ）は、フジテレビのアナウンサー。福岡県出身。

## 来歴
- 福岡女学院中学校・高等学校を経て、指定校推薦にて青山学院大学文学部比較芸術学科に入学し卒業[2]。
- 大学在学中はESSのスピーチ部門に所属した[1]。また、大学2年の時に「ミス青山コンテスト2015」のファイナリスト6人に選出されたが、タイトルは獲得していない。
- 大学在学中はセント・フォースに所属し、2016年3月から2017年3月まで日本テレビ『NEWS ZERO』のお天気キャスターを良原安美（現・TBSアナウンサー）と曜日違いで一年間務めた[6][7]。
- 2018年4月、フジテレビアナウンサーとして入社。同期入社は杉原千尋、大川立樹、今湊敬樹[8]。
- 2021年3月29日から『めざましテレビ』第8代女性総合司会（メインキャスター）に就任。三宅正治、生田竜聖と共同で担当する[9]。
- 2021年4月発売の『週刊文春』では、フジテレビの複数のアナウンサーが都内の美容室でヘアカットなどを無料でしてもらった代わりに、店のSNSにヘアカット後の写真を掲載するなど宣伝に協力したことが、ステルスマーケティングに当たるのではないかなど、関係者の話を交えて報じた[10][11]。井上は総額90万円分ものサービスを受けていたという[10]。それから約1ヶ月後の5月28日、フジテレビは定例会見で、「社員就業規則に抵触する行為が認められた」と発表し、その一方で「ステマには該当しない」とした[10][11]。この件について6月5日、井上は自身のInstagramを更新し、「報道された件に関して、放送人として自覚を持って行動しなければならなかったと反省しています」とコメントした[12][13]。
- 2022年3月25日、地元・福岡県の福岡PayPayドームで行われた福岡ソフトバンクホークス開幕戦（北海道日本ハムファイターズ戦）で、始球式を務めることとなった。井上は「故郷で開幕戦の始球式という、こんなに光栄なことはありません。お話を聞いた瞬間は『大変なことだ！ 始球式というのは遠い世界の話だと思っていましたし、私でいいんですか!?』と、とにかく驚きました。驚きと嬉しさと少しの緊張が未だに止まりませんが、大好きな福岡への思いものせて、素晴らしいシーズンになるように願い、精いっぱい、努めさせていただきます」とコメントした[14]。

## 人物
- 趣味は読書、散歩、舞台・映画鑑賞、色々な国のお茶を飲むこと[3]。
- 一人っ子である。
- プリンセス願望が有る事をYouTubeで明かしている。
- スポーツ全般苦手にしており、学生時代はバドミントン部を退部している。
- 昭和の昔懐かしいノスタルジックな雰囲気が大好きである[15]。また、苗字の由来を調べるのが好きである[15]。
- 特技はクラシックバレエ[16]。
- 資格は英語検定2級、漢字能力検定2級、普通自動車免許を所持している[3]。
- 『めざましテレビ』にて共演中の、1期後輩（同い年）の藤本万梨乃とは同郷で、それぞれの実家の最寄り駅が一駅違いだという[17]。
- TBSテレビの日比麻音子とは、青山学院大学のESSでの先輩後輩の関係以来の仲[18]。アナウンサーの道に進んだのも日比の影響が大きい[5]。
- 愛称の「菓子パン」は、フジテレビ伝統の○○パンというニックネームの系譜と、『石橋貴明のたいむとんねる』に出演し共演している石橋貴明（とんねるず）から「名前が”せいか”（清華）だけにね」と名前と「製菓パン」に因んでつけられたもの[19]。
- 祖母は、かつて料理教室の先生をやっていたことがある[15]。

## 出演番組

### タレント時代
テレビ
- 今夜くらべてみました（日本テレビ、2015年12月2日、2016年6月21日） - 同番組がきっかけでセント・フォースに所属した[20]。
- NEWS ZERO（日本テレビ、2016年3月30日 - 2017年3月30日） - 水曜・木曜担当お天気キャスター

その他
- 美学生図鑑（WEB、2015年）
- セントフォース×ベビースターラーメン「恋（濃い）するチキン味（てりやき風味）」コレクションシール（2016年8月、おやつカンパニー） - 良原安美とのカップリング

### フジテレビ入社以降
レギュラー出演番組・キャスター名（地上波での報道・情報番組）
| 期間                                                                       | 期間      | 月曜日                                                                  | 火曜日                                            | 水曜日                                            | 木曜日                           | 金曜日                                            | 土・日曜日 |
| -------------------------------------------------------------------------- | --------- | ----------------------------------------------------------------------- | ------------------------------------------------- | ------------------------------------------------- | -------------------------------- | ------------------------------------------------- | ---------- |
| 2018.10.1                                                                  | 2019.3.25 | めざましテレビ 『スゴ撮』リポーター1                                    | （なし）                                          | （なし）                                          | （なし）                         | （なし）                                          | （なし）   |
| 2019.4.1                                                                   | 2020.4.9  | めざましテレビ 情報キャスター・『スゴ撮』リポーター                     | （なし）                                          | めざましテレビ 情報キャスター・スポーツキャスター | めざましテレビ 情報キャスター    | めざましテレビ 情報キャスター                     | （なし）   |
| 2020.4.13                                                                  | 2020.6.25 | めざましテレビ 情報キャスター・『スゴ撮』リポーター                     | めざましテレビ 情報キャスター                     | めざましテレビ 情報キャスター                     | めざましテレビ 情報キャスター    | （なし）                                          | （なし）   |
| 2020.6.29                                                                  | 2020.8.13 | めざましテレビ 情報キャスター・スポーツキャスター・『スゴ撮』リポーター | めざましテレビ 情報キャスター・スポーツキャスター | （なし）                                          | （なし）                         | めざましテレビ 情報キャスター・スポーツキャスター | （なし）   |
| 2020.8.14                                                                  | 2020.9.25 | めざましテレビ 情報キャスター・『スゴ撮』リポーター                     | めざましテレビ 情報キャスター                     | めざましテレビ 情報キャスター                     | めざましテレビ 情報キャスター    | （なし）                                          | （なし）   |
| 2020.9.28                                                                  | 2020.10.9 | めざましテレビ 情報キャスター                                           | めざましテレビ 情報キャスター                     | （なし）                                          | （なし）                         | めざましテレビ 情報キャスター                     | （なし）   |
| 2020.10.12                                                                 | 2021.1.8  | めざましテレビ 情報キャスター・スポーツキャスター                       | めざましテレビ 情報キャスター・スポーツキャスター | （なし）                                          | （なし）                         | めざましテレビ 情報キャスター・スポーツキャスター | （なし）   |
| 2021.1.11                                                                  | 2021.3.19 | めざましテレビ 情報キャスター・スポーツキャスター                       | めざましテレビ 情報キャスター・スポーツキャスター | めざましテレビ 情報キャスター・スポーツキャスター | （なし）                         | めざましテレビ 情報キャスター・スポーツキャスター | （なし）   |
| 2021.3.22                                                                  | 2021.3.26 | めざましテレビ 情報キャスター・スポーツキャスター                       | めざましテレビ 情報キャスター・スポーツキャスター | （なし）                                          | （なし）                         | めざましテレビ 情報キャスター・スポーツキャスター | （なし）   |
| 2021.3.29                                                                  | 現在      | めざましテレビ メーンキャスター2                                        | めざましテレビ メーンキャスター2                  | めざましテレビ メーンキャスター2                  | めざましテレビ メーンキャスター2 | めざましテレビ メーンキャスター2                  | （なし）   |
| 備考 - 1堤礼実の後任。 - 2永島優美の後任。三宅正治・生田竜聖と共同で担当。 |           |                                                                         |                                                   |                                                   |                                  |                                                   |            |

バラエティ・特別番組・その他
- ホンマでっか!?TV（2022年4月13日 - ）- 進行
- 世界法廷ミステリー（2020年5月24日 - ）
- #フジテレビ入社以降（フジテレビオンデマンド、2019年3月配信）
- GO!GO!チャギントン（2019年5月12日 - 2020年8月30日） - ナビゲーター
- Mr.サンデー（2020年8月16日） - 三田友梨佳夏季休暇時の代理総合司会（アシスタントキャスター）
- プロ野球ニュース2018（フジテレビONE、2018年7月8日 - 2018年シーズン終了、日曜）
- フィーチャーズ（2020年10月6日 - 2021年3月30日） - ナレーション
- 新しいカギ（2021年1月3日）- コント「ぶっとび！飛美男くん」セイカ役
- めざまし8（2021年8月3日） - 東京五輪国際放送センターよりレスリング男子グレコローマンスタイル60キロ級メダリスト文田健一郎選手へのインタビューに出演(『めざましテレビ』は6時台から不在)。
- ちびまる子ちゃん（2021年8月15日） - 井川せい子 役（声の出演）[21][22][23][24]
- お台場馬術部 - 部員（アシスタント）（2020年11月1日 − 2021年9月30日）[25]
- 乃木坂46のザ・ドリームバイト!〜働き方改革!夢への挑戦!〜 - コーナーMC（2019年4月2日 - 2022年3月29日）
- 今夜はナゾトレ（2022年9月20日） - アシスタント[26]
- めざましテレビ
  - お天気キャスター（2018年8月27日・28日阿部華也子夏季休暇時の代理お天気キャスター
- 昭和歌謡パレード - MC（BSフジ、2019年4月 - 2022年3月[27]）
- Tune（2019年10月6日 - 2021年3月）
- クイズ・ドレミファドン!
  - パリピ孔明 THE MOVIEと対決SP（2025年4月28日・5月5日） - 進行
  - 新ドラマ人気番組対抗!GWの祭典SP（2025年5月5日） - 進行

## その他
- プロ野球始球式 2022年3月25日 ソフトバンク－日本ハムの開幕戦（福岡PayPayドーム）[28]
- 一日警察署長 福岡県中央警察署（2023年12月1日）[29]